# Klymenos
Klymenos (řecky Κλύμενος, latinsky Clymenus) je v řecké mytologii jméno dvou postav.

## Klymenos - orchomenský král
Při návštěvě Théb ho místní vozka poranil vrženým kamenem, a to tak nešťastně, že král zemřel. Tato událost měla těžké následky, protože jeho syn Ergínos vytáhl s vojskem proti Thébám, město dobyl a porazil.
Uvalil na Théby těžké daně na dvacet let a k tomu sto kusů hovězího dobytka ročně. Kromě finanční a majetkové újmy znamenal tento akt také výraz zpupnosti a urážky Thébám.
Placení daní však skončilo mnohem dříve, do Théb se vracel hrdina Héraklés, pochytal výběrčí daní a zohavené je poslal jejich králi. Od toho potom vymohl pro Théby navrácení dvojnásobku dosud odvedených daní.

## Klymenos z Arkádie
Tento muž zatoužil vášnivě po vlastní dceři Harpalyké. Zneuctil ji a poté provdal za muže jménem Alastor. Později mu ji však zase vzal.
Pomsta Harpalyky byla krutá: svého syna a zároveň bratra zabila a předložila pokrm z něho svému otci. Byla proměněna v dravého ptáka a Klymenos spáchal sebevraždu.